# Северозапад (САД)
Северозапад (енгл. Northwestern United States) је регион у САД.

## Државе Северозапада
- Вашингтон
- Орегон
- Ајдахо
- Монтана
- Вајоминг